# محمد ملکی
محمد ملکی (زاده ۲۰ تیر ۱۳۱۲ در تهران – درگذشته ۱۲ آذر ۱۳۹۹ در تهران)، فعال سیاسی، فعال حقوق بشر، نویسنده و نخستین رئیس دانشگاه تهران پس از پیروزی انقلاب ایران در سال ۱۳۵۷ بود.
دانشگاه تهران در دوران مدیریت وی صحنه اخراج استادان و دانشجویان تحت عناوین پاکسازی انقلاب و دانشگاه از «ضدانقلاب»، «عوامل فاسد»، «نوکر بیگانه» «وابسته به پهلوی، امپریالیسم و صهیونیسم» بود.

## زندگی و کنش‌های سیاسی
محمد ملکی فرزند حسین در ۲۰ تیر ۱۳۱۲ در تجریش (شمیران) به دنیا آمد. تحصیلات ابتدایی و متوسطه را در تجریش و دارالفنون گذراند و سپس در دانشکده دامپزشکی دانشگاه تهران ادامه تحصیل داده و در سال ۱۳۴۰ در رشته بهداشت و صنایع غذایی فارغ‌التحصیل شد. بلافاصله به تدریس در دانشگاه تهران مشغول شد. ملکی اگرچه در دوران شاه به دلیل فعالیت‌های سیاسی‌اش بازداشت شده بود، اما این امر مانعی نشد که در دانشگاه تدریس نکند و همچنین از بورسیه دانشگاه برای تکمیل تحصیلاتش در اتریش و انگلستان استفاده کرد.

### فعالیت درجبهه ملی ایرانونهضت مقاومت ملی
از سال ۱۳۳۰ کنش‌های سیاسی را در سال‌های آخر دبیرستان آغاز کرد و در جنبشهای دانشجویی و جبهه ملی ایران و نهضت مقاومت ملی پس از کودتای ۲۸ مرداد ادامه داد و از فعالان مبارزه بود. در سال ۱۳۳۹ در ارتباط با ورود ریچارد نیکسون و کنش‌های دانشجویی دستگیر شد و به زندان ساواک افتاد. پس از آزادی به مبارزه علیه رژیم شاه ادامه داد. وی از شاگردان و مریدان سید محمود طالقانی و همچنین شاگرد و دوست علی شریعتی بود. او دیدگاهی توحیدی و شورایی به اسلام داشت. ملکی لقب «یاسر» را برای خود برگزیده بود.

### دوران انقلاب
در جریان انقلاب رابط ایران و خارج از کشور در ارتباط با دانشجویان و دریافت پیام‌های آیت‌الله خمینی و تکثیر و توزیع آن‌ها بود. تحصن‌های استادان دانشگاه‌ها و روحانیت در دانشگاه تهران با هماهنگی ملکی انجام شد و همچنین در کمیته استقبال از روح‌الله خمینی عضویت فعال داشت.

## اداره شورایی دانشگاه تهران و پیشنهاد نظام طلبگی برای آموزش عالی
پس از پیروزی انقلاب با اصرار محمود طالقانی و حکم شورای انقلاب، مسئولیت ریاست دانشگاه تهران را در شرایطی قبول کرد که در دانشگاه، همه گروه‌های سیاسی چپ و راست و سازمان مجاهدین خلق ایران و انجمن‌های اسلامی و غیره دفترهایی داشتند و در همان حال در دانشکده فنی ۸ تانک چیفتن مستقر بوده و مسجد دانشگاه مملو از اسلحه‌هایی بود که مردم از پادگان‌ها به غنیمت گرفته بودند. دانشگاه تهران با سرعت آماده پذیرش دانشجویان شد و به دنبال آن سایر دانشگاه‌های سراسر کشور شروع به فعالیت کردند.
دوران سرپرستی دانشگاه تهران توسط محمد ملکی تنها دوره‌ای بود که با اصرار وی به صورت شورایی متشکل از استادان، دانشجویان و کارمندان اداره می‌شد و این شوراها، خود رئیس دانشکده و در نهایت رئیس دانشگاه را تعیین می‌کردند که وی پس از تشکیل این شوراها دوباره به ریاست دانشگاه انتخاب شد. او در این دوران اعلام می‌کند که انقلاب رخ داده انقلاب مستضعفین بوده و اسلام به شورا اعتقاد دارد و به عنوان یک مسلمان در اداره شورایی دانشگاه از چیزی ترس ندارد.
همچنین در این دوران ریاست دانشگاه تهران پیشنهاد تغییر اساسی نظام دانشگاهی ایران و بناکردن آن بر روی نظام طلبگی را داد.

## شورای تزکیه و اخراج استادان از دانشگاه تهران
دوران سرپرستی محمد ملکی که از بهمن ۵۷ تا خرداد ۵۹ سرپرست شورای دانشگاه تهران بود با حوادثی روبرو بود، از حمله به دانشکده فنی و پاکسازی اساتید، دانشجویان و کارمندان. وی پاکسازی‌های استادان دانشگاه را قانونی می‌دانست و از اخراج برخی استادان به گفته او «عوامل فاسد» و «نوکر بیگانه» و وابسته «به دربار پهلوی و صهیونیسم بین‌المللی» دفاع کرد. در این این دوران بود که شورایی تحت عنوان «شورای تزکیه» در دانشگاه تهران برای اخراج استادان شکل گرفت. او در کتاب «دانشگاه تهران و جای پای امپریالیسیم» ماجرای «دیدار با آیت‌الله طالقانی در دبیرخانه دانشگاه» و درخواست او را برای «پاکسازی دانشگاه از عناصر ناپاک و نامطلوب» روایت کرده‌است و نوشته: «پس از قبول مسئولیت اداره دانشگاه به امر پدر طالقانی نخستین اقدام‌مان انجام این مهم بود. بلافاصله کمیته‌های پاکسازی مرکب از استادان و دانشجویان و کارمندان شروع به‌کار کرد و در مرحله نخست بیش از هفتاد نفر از سرشناس‌ترین عوامل وابسته به دربار پهلوی و صهیونیسم بین‌المللی از جمله هوشنگ نهاوندی، سید حسین نصر، محمد باهری، رضا علومی، احمد هوشنگ شریفی، کاظم ودیعی، رضا مظلومان، احسان نراقی، حمید ثابتی، شموئل رعبر، ایرج لاله‌زاری، نصرالله مقتدر مژدهی، قاسم معتمدی، شاهرخ امیر ارجمند، داریوش شیروانی‌نژاد، هادی هدایتی و… را از دانشگاه اخراج کردیم» او همچنین می‌گوید: «به یاری الله و کمک و معاضدت دانشگاهیان متعهد و مسئول، حدود پانصد نفر از ساواکی‌ها را از محیط مقدس دانشگاه و تا آنجا که مقدور بود دست عناصر فاسد و سرسپردگان رژیم شاه خاین و وابستگان به امپریالیسم و صهیونیسم را از دانشگاه کوتاه نمودیم.»
در پی اخراج‌های گسترده در دانشگاه تهران، به تاریخ ۹ مرداد ۱۳۵۸ نامه‌ای اعتراضی از سوی وزیر وقتِ فرهنگ و آموزش عالی خطاب به مدیران وقت دانشگاه تهران در مورد برکناری استادان و کارکنان دانشگاه بدون درنظر گرفتن ضوابط و مقررات اعتراض شده و قطع حقوق آنان از سوی وزیر وقت علوم غیرقانونی خوانده شده‌است. پاسخ تند شورای چهار نفره ریاست دانشگاه تهران که در میان آن‌ها نام محمد ملکی به چشم می‌خورد، به نامهٔ وزیر این است: «شما به عبور از روی خون ده‌ها هزار شهید به وزارت رسیدید و امروز برای اخراج نهاوندی‌ها، لاله‌زاری‌ها، امیرارجمندها، ودیعی‌ها، نراقی‌ها و… صحبت از مقررات آن‌چنانی می‌کنید» شورای روسای دانشگاه تهران در پایانِ نامه بر ادامهٔ رویهٔ خود تأکید می‌کنند و می‌گویند «از نظر امام [خمینی] معلم و روحانی گناه صغیره ندارد و با استناد به این اصل دانشگاه باید از وجود عوامل وابسته و ضد مردمی پاک گردد». او در جای دیگری می‌گوید: «ما معتقدیم و بر سر این باور تا جان ایستاده‌ایم که عوامل فاسد و نوکر بیگانه نه تنها باید از دانشگاه اخراج گردند که لازم است محاکمه و به اشد مجازات محکوم شوند.»

## نخستین دوره مجلس شورای اسلامی
محمد ملکی برای نخستین دوره مجلس شورای اسلامی در تاریخ هفتم خرداد سال ۵۹ کاندید شد و در نهایت نتوانست رای لازم را به‌دست بیاورد. سازمان مجاهدین خلق تحت عنوان «کاندیداهای انقلابی و ترقی‌خواه» او را در لیست خود قرار داده بود.
محمد ملکی پس از اینکه مجاهدین نام او را در لیست انتخابی خود قرار دادند، بیانیه صادر کرد و اعلام کرد که در انتخابات به‌صورت مستقل شرکت کرده‌است و ولی از اینکه احزاب و سازمانها نامش را در لیست خودشان بگذارند آنان را منع نمی‌کند و خود را فردی مستقل از نظر حزبی می‌داند. این اعلامیه در روزنامه‌های میزان، انقلاب اسلامی و مجاهد به نشر رسید.
او از مخالفان دو مرحله ای بودن انتخابات مجلس بود.

## جمعیت مراقبت بر اجرا و تکمیل قانون اساسی
در ۱۰ بهمن ۱۳۵۹ محمد ملکی به همراه تعداد از افراد فعال سیاسی مانند پوران شریعت رضوی، حسن توانایی فرد، ابوذر ورداسبی، بتول علایی (طالقانی) و محمد شانه چی جمعیت مراقبت بر اجرا و تکمیل قانون اساسی را ایجاد کرد تا از اصول قانون اساسی و اجرای کامل ان و همچنین نوشتن متمم ان حمایت کنند.

## خروج از دانشگاه و دستگیری‌های مکرر

### انقلاب فرهنگی
ملکی در سال ۱۳۵۹ و در اعتراض به تعطیلی دانشگاه و انقلاب فرهنگی از مقام خود استعفا می‌دهد. او می‌گوید: «انقلاب فرهنگی برنامه‌ای از طرف یک اراده برای کسب قدرت بود و در حقیقت نه یک انقلاب فرهنگی که صرفاً یک هجوم سیاسی بود». از نظر او اگر قرار بر این باشد که تغییراتی در دانشگاه انجام شود باید با تصمیم دانشگاهیان باشد نه افرادی که از حزب جمهوری و گروه‌های سیاسی دیگر انتخاب شده‌اند.

### زندان در سال ۱۳۶۰
به گفته محمد اقبال از اعضای مجاهدین خلق، محمد ملکی پس از استعفا از دانشگاه، به همراه کاظم باقرزاده، ابوذر ورداسبی، علی اصغر زهتابچی، بتول علائی (همسر طالقانی)، کاظم متحدین، محمد میهن دوست، و یزدان حاج حمزه و همچنین نصرالله اسماعیل‌زاده، عبدالعلی معصومی، جلال گنجه ای و محمد اقبال، اعضای مؤسس جمعیت اقامه بودند که شخصیت‌های نزدیک به مجاهدین خلق را متشکل می‌کرد و بعدها به جمعیت ”داد” تغییر نام داد. جمعیت اقامه در اوائل مرداد ماه سال ۱۳۶۰ درست چند روز بعد از اعلام رسمی این شورا، طی یک نامه رسمی درخواست عضویت در شورای ملی مقاومت مجاهدین را در تهران ارائه داد و به عضویت این شورا درآمد. به تاریخ پنجشنبه ۷ خرداد ۶۰ و به مناسبت سالگرد درگذشت بنیانگذاران مجاهدین خلق، محمد ملکی به همراه پانزده شخصیت مبارز، پیامی به «برادر مسعود رجوی» دربارهٔ پایمال شدن «شهیدان مجاهد» توسط «ارتجاع حاکم» در نشریه مجاهدین خلق منتشر کردند.
با مخالفت و انتقادی که ایشان در جهت بسته شدن دانشگاه‌ها مطرح کرد در ۱۲ تیر ۱۳۶۰ بدون ارائه مجوز و ذکر اتهام بازداشت شد، او ابتدا به اعدام سپس به ۱۰ سال زندان محکوم شد و مدت ۵ سال را در سخت‌ترین شرایط و شکنجه‌ها در زندان جمهوری اسلامی به سر برد. سازمان مجاهدین خلق ادعا می‌کند که مهم‌ترین اتهامی که در این دستگیری به ملکی زدند آن بود که از کاندیداتوری مسعود رجوی برای ریاست جمهوری حمایت کرده بود و همچنین زمین چمن دانشگاه تهران برای سخنرانی مسعود رجوی در اختیار وی گذاشته‌است.محمدی گیلانی به عنوان رئیس دادگاه و حاکم شرع و اسدالله لاجوردی به عنوان دادستان و بازجو از عوامل دادگاه او بودند.

او دربارهٔ دوران زندانش در این سال می‌گوید:
پس از برگزیده شدنم به ریاست دانشگاه تهران، با یک کودتا به نام «انقلاب فرهنگی»، با حمله به دانشگاه‌ها و کشتار شماری از دانشجویان همراه با مجروح کردن و دستگیری جمعی از آن‌ها، دانشگاه‌ها را بستند. شورای مدیریت دانشگاه تهران با این امر به مخالفت برخاستند، ولی حاکمیت آن‌ها از جمله اینجانب را دستگیر و به بهانه مخالفت با امر رهبری (آیت الله خمینی) روانه زندان‌ها نمودند. ابتدا به اعدام و سپس به ۱۰ سال زندان محکوم گردیدم. در این مدت با بیرحمانه‌ترین رفتار از جمله زدن کابل به کف پا و سایر نقاط بدنم، آویزان کردن از سقف، کوبیدن سر به دیوار، زدن مشت و لگد که منجر به نابینائی چشم چپم و شکستگی استخوان مچ دست راستم شد و انواع شکنجه‌ها مواجه بودم. بعد از ۵ سال ظاهراً از زندان آزاد شدم ولی ماه‌ها باید هر چند روز یکبار خودم را به دادستانی معرفی می‌کردم تا مورد بازجوئی که خود نوعی شکنجه بود قرار می‌گرفتم.
پس از آزادی از زندان درخواست بازنشستگی از دانشگاه را کرد که مورد موافقت قرار گرفت و به کنش‌های فرهنگی، علمی، اجتماعی و تدریس در دانشگاه آزاد اسلامی و کارهای پژوهشی در زمینه تخصص خود پرداخت. در این زمینه به تأسیس آزمایشگاه و مراکز پژوهشی و بهداشتی در کارخانجات مختلف صنایع غذایی مبادرت ورزید. همچنین وی پس از انتقاد از مدیریت دانشگاه آزاد از تدریس در این دانشگاه نیز محروم شد.
در رابطه با کارهای علمی، فرهنگی و سیاسی، کتاب‌ها و مقالات متعددی از ملکی به چاپ رسیده که شماری از مقالات و اشعار ایشان از طرف وزارت ارشاد مجوز انتشار نیافته‌است. از کتاب‌های منتشر شده، کتاب «دانشگاه و جای امپریالیسم» و «مجموعه اشعار پیامبر آگاهی» که به سبک مثنوی و داستان زندگی پیامبر اسلام است و «قصه بودو نبود» که داستان مبارزه مردم فلسطین و انتفاضه برای کودکان به صورت شعر است و مجموعه مقالات و یادداشتهای سیاسی -اجتماعی ایشان در دو جلد به نام «دیروز و امروز» -که جلد دوم آن اجازه چاپ نیافته‌است- را می‌توان نام برد.
ملکی از زمان آزادی از زندان در ۲۱ مرداد ۱۳۶۵ تا سال ۱۳۸۵ ممنوع‌الخروج بوده و امکان حضور در سمینارها و جلسات تحقیقی در زمینه تخصصی و علمی خود در خارج از کشور را نداشته‌است. وی همچنین در سال ۱۳۹۰ دوباره در پی انتشار نامه‌ای سرگشاده به احمد شهید ممنوع‌الخروج شد.

### زندان در سال ۱۳۷۹
وی در ۲۱ اسفند ۱۳۷۹ در منزل بسته نگار، داماد محمود طالقانی به همراه شماری از دوستان فعال ائتلاف نیروهای ملی - مذهبی توسط دادگاه انقلاب بدون ارائه مجوز دستگیر شد.
او دربارهٔ دوران زندانش در این سال می‌گوید:
در سال ۱۳۷۹ باتفاق ده‌ها فعال ملی ـ مذهبی به بهانه «براندازی» مجدداً دستگیر و مدت ۶ ماه در یکی از مخوف‌ترین زندانهای سپاه (عشرت آباد) در سلول‌های انفرادی (یک متر در دو متر) زندانی شدم؛ سلول‌هایی که بنا به گفته حقوق‌دانان و روان‌پزشکان، زندانی بودن در آن‌ها را «شکنجه سفید» می‌نامند. پس از حدود ۷ ماه تحمل زندان (شکنجه سفید) برای محاکمه آزاد شدم و در یک دادگاه غیرعلنی و غیرقانونی محکوم به ۷ سال زندان تعلیقی گردیدم.

### زندان در سال ۱۳۸۸
ملکی در جریان اعتراضات مردم ایران به نتایج انتخابات ریاست جمهوری (۱۳۸۸) به انتقاد از وضع موجود پرداخت. در شنبه ۳۱ مرداد ۱۳۸۸، پنج مأمور که خود را «مأموران وزارت اطلاعات» معرفی کرده و گفته بودند از قاضی حداد، معاون دادستان تهران حکم دارند به خانه ملکی رفته و پس از دو ساعت تفتیش منزل و سؤال و جواب از آقای ملکی، وی را به همراه هارد دیسک رایانه او، ۸۵ جلد کتاب و مقادیری از دستنوشته‌هایش دستگیر و با خود بردند. وی پس از تحمل ۱۹۱ روز حبس، در روز دوشنبه مورخ ۱۰ اسفند ۱۳۸۸ با قرار کفالت آزاد شد. او به دلیل بیماری حاد، چندین بار در طول مدت حبس خود بستری شده‌است. به گفته همسر ملکی، او به سرطان پروستات مبتلاست و از بیماری دیابت و نارسایی‌های قلبی نیز رنج می‌برد و عملاً در منزلش بستری بوده‌است.
ملکی در این زمان طبق کیفرخواست صادره به اتهام ارتباط با یکی از سازمان‌های غیرقانونی و به استناد ماده ۱۸۶ قانون مجازات اسلامی به محاربه متهم شده بود.
در روز ۷ خرداد ۱۳۸۹ وی در اثر حمله قلبی در بیمارستان بستری شد.
ملکی از زندانی شدن در این سال می‌گوید: «در ۳۱ مرداد سال ۱۳۸۸ و درحالی‌که دچار بیماری سرطان پروستات و بیماری قلبی آریتمی و فشارخون بودم و دوران شیمی درمانی را می‌گذراندم و از ناراحتی قلبی و سنکوپ‌های مرتب رنج می‌بردم، از بستر بیماری مستقیم به زندان اوین، بند مربوط به وزارت اطلاعات (بند ۲۰۹) بردند و در سلول انفرادی به مدت ۳ ماه زندانی شدم.»

## فعالیت ها

### کارزار لغو گام به گام اعدام
ملکی ازبه همراه سیمین بهبهانی، پروین فهیمی، بابک احمدی، فریبرز رئیس‌دانا، محمد نوری‌زاد، علی‌رضا جباری و اسماعیل مفتی‌زاده به تأسیس کارزار لغو گام به گام اعدام پرداخت. این کارزار تلاشی جهت حذف هرچه سریع‌تر شیوه‌های بی‌رحمانه اعدام بود.

### شورای فعالان ملی- مذهبی
محمد ملکی عضو شورای فعالان ملی-مذهبی بودهو در اسفند سال ۱۳۷۹ به دنبال دستگیری اعضای این شورا به زندان منتقل شد.

### نامه به گزارشگر ویژه حقوق بشر
ملکی در شهریور سال ۱۳۹۰ نامه‌ای به احمد شهید «گزارشگر ویژه حقوق بشر در ارتباط با ایران» نوشت؛ که در آن با ذکر انواع شکنجه‌هایی که بر او رفته‌است اعلام آمادگی می‌کند تا با قبول هر میزان هزینه علیه جمهوری اسلامی ایران شهادت دهد. او در قسمت‌هایی از این نامه نوشته‌است:
«اخیراً برای محاکمه به دادگاه غیرعلنی که برخلافِ قوانین خودِ جمهوری اسلامی است، احضار شدم تا حکم قاضی صادر گردد و فعلاً روزهای بسیار سخت و شکنجه‌گونهٔ زیر حکم بودن را می‌گذرانم. من پیرمردی ۷۸ ساله و بیمار هستم ولی برای تحمل هر حکمی آماده هستم.
من شهادت خواهم داد که در دهه ۶۰ شمسی چگونه زندانیان جوان و دانشجویان اعم از زن و مرد را پس از شکنجهٔ بسیار، ده ده و صد صد هر شب برای اعدام می‌بردند و آن‌ها به سوی سرنوشت می‌رفتند و در راه سرود می‌خواندند. حاضرم حقایقی را که خود شاهد آن‌ها در زندانهای نظام ولایی بوده‌ام؛ برایتان ذکر کنم و پای هزینه آن نیز بایستم.»

### سخنرانی دربارهٔ اعضای کمپ لیبرتی
محمد ملکی در روز ۱۴ آذر ۱۳۹۴ در مراسمی که به مناسبت درگذشت مهری جنت‌پور (مادر حسن داعی) از هواداران سازمان مجاهدین خلق در تهران سخنرانی کرد. با توجه به حملات موشکی صورت گرفته به اعضای سازمان مجاهدین خلق در کمپ لیبرتی مستقر بودند. ملکی در بخشی از این سخنرانی با اشاره به کمپ لیبرتی می‌گوید که «بچه‌هایی که آن طرف مرز هستند زیر موشک هستند. زیر هزاران گرفتاری هستند. اما با همه مشکلات باز مثل کوه ایستاده‌اند»

### تعداد اعدامیان مجاهدین خلق
محمد ملکی در دهه نود اعلام کرد که تعداد اعدام شدگان مجاهدین در اعدام‌های سال ۶۷ بیش از ۳۰ هزار نفر است.

## ممنوعیت سفر به خارج کشور
به گزارش عفو بین‌الملل به تاریخ ۲ ژوئن ۲۰۱۷ (۱۲ خرداد ۱۳۹۶) محمد ملکی فعال سالخوردهٔ حقوق بشر ۸۴ ساله، توسط دولت ایران از ترک کشور برای دیدار با فرزندانش از جمله در هلند و کانادا منع شده‌است. مقامات ایرانی او را که از چندین مشکل جدی سلامتی از جمله بیماری‌های دیابت و سرطان پروستات رنج می‌برد، از پیوستن به خانواده خود در خارج محروم کرده‌اند. ملکی به دنبال نامه سپتامبر ۲۰۱۱ (شهریور ۱۳۹۰) خود به گزارشگر ویژة سازمان ملل و به تلافی کنش‌های حقوق بشری و از جمله همین نامه، از دسامبر ۲۰۱۱ توسط مقامات ایرانی ممنوع‌السفر اعلام شد. ملکی همواره در تلاش برای رفع ممنوعیت سفرش بوده تا بتواند برای آخرین بار جهت دیدار فرزندانش که ساکن هلند و کانادا هستند برود. فرزند او نیز نمی‌تواند به ایران سفر کند چون در این صورت با تهدید جدی بازداشت خودسرانه به خاطر اعتقادات مخالف خود مواجه است.

### تلگرام عفو بین‌الملل
«اقدام فوری/ ایران
تلگرام عفو بین‌الملل تاریخ: ۱۲/۰۳/۱۳۹۶ | ۰۲/۰۶/۲۰۱۷
ممنوعیت خروج فعال بیمار و سالخورده حقوق بشر، محمد ملکی، از کشور باید رفع شود
دکتر محمد ملکی، مدافع حقوق بشر سالخورده ۸۴ ساله، از ترک ایران برای دیدار با فرزندانش در هلند و کانادا محروم شده‌است. مقامات او را به تلافی اقدامات صلح‌آمیز حقوق بشری اش از سال ۱۳۹۰ ممنوع‌الخروج کرده‌اند. او مشکلات جدی پزشکی دارد و می‌خواهد به خانواده اش بپیوندد.
دکتر محمد ملکی مدافع برجسته حقوق بشر از ۱۹ شهریور ۱۳۹۰ توسط مقامات ایران ممنوع‌الخروج شده‌است. او که سابقه بیماری قلبی، دیابت و سرطان پروستات دارد، بارها برای لغو حکم ممنوع‌الخروجی اش تلاش کرده تا بتواند فرزندانش را در کانادا و هلند، شاید، برای آخرین بار ببیند و نگران است که به زودی برای سفر کردن بیش از حد بیمار شود. پسر او در هلند نمی‌تواند به ایران سفر کند زیرا با خطر جدی دستگیری و بازداشت خودسرانه به خاطر عقاید سیاسی اش رو به رو خواهد شد.
دکتر محمد ملکی در اقدامی تلافی جویانه به خاطر کنش‌های مسالمت‌آمیز حقوق بشری اش، از جمله نوشتن یک نامه به گزارشگر ویژه سازمان ملل در خصوص وضعیت حقوق بشر ایران در شهریور ۱۳۹۰، ممنوع‌الخروج شد. او در این نامه برخی از شکنجه‌هایی که در دوره‌های مختلف زندان در بین سالهای ۱۳۶۰ و ۱۳۸۸ تحمل کرده بود را توصیف کرد. پیرو پیگیری‌های متعدد از دفتر دادستانی مستقر در زندان اوین، به او از طریق یک برگه دست نوشته اعلام شد که رفع ممنوع‌الخروجی در ۳ دی ۱۳۹۲ صادر شده‌است. او متعاقباً برای تمدید گذرنامه اش اقدام کرد تا از پسرش در هلند دیدار کند اما اداره گذرنامه از صدور گذرنامه خودداری کرد. پس از ماه‌ها رفت‌وآمد بین ادارات مختلف، دفتر دادستانی در اسفند ۱۳۹۴ اعلام کرد که با صدور گذرنامه برای او از «بالا» موافقت نشده‌است. او بعدتر فهمید که این مقام «بالا» سپاه پاسداران بوده‌است.
دکتر محمد ملکی در نامه سرگشاده دیگری به گزارشگر ویژه سازمان ملل در امور ایران در اردیبهشت ۱۳۹۴ نوشت: «من نه دزدی کرده‌ام و نه اختلاس و نه هیچ عمل مجرمانه دیگری. من تنها به جرم دگراندیشی و انتقاد صریح از حاکمان جمهوری اسلامی و کنش‌های حقوق بشری از این حق خود و بسیاری دیگر از حقوق مدنی ام محروم شده‌ام [...] می‌خواهم پس از حدود ۷ سال فرزندم را ببینم [...] این حق بدیهی و آرزوی قلبی هر پدری است.» او در تیر ۱۳۹۴ در اعتراض به ممنوعیت خروجش از کشور در مقابل یکی از ساختمان‌های وابسته به حکومت شروع به تحصن هفتگی کرد و این اعتراض را تا آذر همان سال ادامه داد و پس از آن به علت بیماری نتوانست تحصن اش را ادامه دهد.
دکتر محمد ملکی یکی از بنیان‌گذاران کمپین گام به گام برای لغو مجازات اعدام (لگام) است. او اغلب در تجمعات همبستگی با قربانیان نقض حقوق بشر شرکت می‌کند و با مدافعان حقوق بشر و همچنین خانواده‌های زندانیان سیاسی در ارتباط است. ...»

## دیدگاه‌ها

### انتخابات‌های ایران
محمد ملکی انتخابات ریاست‌جمهوری ایران (۱۳۹۶) را بی‌اعتبار دانست و گفت تنها راه مردم این است که در این انتخابات شرکت نکنند و باید در همه جا هم اعلام بشود که ضروری است در این کشور یک رفراندوم زیر نظر سازمانهای بین‌المللی انجام بگیرد تا مردم نظر بدهند که آیا اصلاً این نظام ولایی را می‌خواهند یا نه؟!
وی در یکی از مصاحبه‌های اینترنتی‌اش گفت: «یه عده به نام بنیادگرا، اصلاح گرا و نمیدونم اصولگرا، یه عده برای فریب مردم برای اینکه مردم فریب بخورن مثلاً مردم بگن، نه یه عده این اصلاحاتی‌ها بیان کارها درست میشه! مگه این ۳۸ سال نبودن؟ همینا مگه نبودن تو این ۳۸ سال مگه سرکار نبودن … یک جهنم درست کردن از مملکت ایران. حالا ما بیایم دوباره فرصت بدیم، رای بدیم بگیم نه!...»
ملکی افزود: «من که مکرر گفته‌ام که این نظام ولایی، نظامی که الان در ایران هست، در سال ۸۸ و با آن جنایاتی که اینها مرتکب شده‌اند، از هم پاشیده و متلاشی شده و آن جمعیتی که آن روز در تهران به صحنه آمد، پنبه این آقایان را زده‌است.»
ملکی در مورد دو جناح رقیب در انتخابات گفت: «اینها کسانی هستند که فقط دو هدف دارند یکی حفظ این نظام است و دومی هم باز حفظ این نظام برای غارت و چپاول و دزدی و این که در تمام دنیا ویلا بخرند و پولهایشان را هم به خارج منتقل کنند…»
وی در مصاحبه دیگری در مورد دو کاندیدای نهایی دو جناح یعنی روحانی و رئیسی، گفت: «دو فردی که به عنوان کاندیداهای نهایی در برابر هم قرار گرفته‌اند، از نظر ماهیتی و کلی تفاوتی با هم ندارند. یکی از آن‌ها کسی است که حدود ۳۷ تا ۳۸ است که در کشتارها و زندان کردن‌ها و به ویژه در دهه ۶۰ و سال ۶۷ در کمیته مرگ عضویت داشته و از جنایتکاران زمان است. نفر دیگر نیز که رئیس‌جمهور فعلی است، از آغاز انقلاب عضو کمیسیون امنیت بوده و در همه کشت و کشتارهای مملکت دست و دخالت داشته‌است.» ملکی افزود که بر پایه آمارهای خودشان، در سه سال نخست ریاست جمهوری روحانی بیش از ۳ هزار نفر اعدام شده‌اند.

### اصلاحات در ایران
محمد ملکی در مصاحبه‌ای در مورد انتخابات ریاست جمهوری سال ۱۳۹۶ در جمهوری اسلامی ایران داشت در ارتباط با اصلاحات و در پاسخ به این سؤال که «شما به اصلاحات به معنایی که این روزها در فضای سیاسی ایران متداول است، باور دارید ؟» گفت: «نگاه کنید چه کسانی از اصلاحات دم می‌زنند؟ من در کنفرانسی حدود ۱۵ سال پیش … در مورد «اصلاحات چیست یا اصلاح گر کیست؟» صحبت کردم. مقاله‌ای نوشتم که با این آیه «و إذا قِیلَ لَهُمْ لَا تُفْسِدُوا فِی الْأَرْضِ قَالُوا إِنَّمَا نَحْنُ مُصْلِحُونَ» شروع می‌شد. وقتی به این گروه می‌گویند چرا در زمین فساد می‌کنید؟ انکار می‌کنند و می‌گویند ما فاسد نیستیم، ما مصلحیم. شما لیست گروه‌های اصلاح طلب را یک بار مرور کنید. تمامی فسادها، بدبختی‌ها و نابسامانی‌ها از همین افراد ریشه گرفته، بنا بر این آن‌ها خودشان چگونه می‌توانند اصلاحات کنند؟ کسانی که نخستین تعهدشان، پذیرش نظام ولایی است و به آن ایمان و اعتقاد دارند، چطور می‌توانند اصلاح گر باشند. در نظامی که یک فرد آن بالا می‌نشیند و هر کاری دلش می‌خواهد را انجام می‌دهد و هر چه دلش می‌خواهد را می‌گوید و هیچ‌کس هم جرئت نمی‌کند به او انتقاد کند یا بپرسد چرا چنین چیزی گفته‌ای، دیکتاتوری مطلق حاکم است، در دیکتاتوری مطلق، چطور اصلاحات ممکن است؟».

## بیانیه ۱۴ نفر
محمد ملکی یکی از امضاکنندگان نامه استعفای علی خامنه‌ای و گذر از جمهوری اسلامی موسوم به بیانیه ۱۴ نفر است. وی بابت امضای این نامه بازداشت و زندانی شد.

## درگذشت
محمد ملکی در ۱۲ آذر ۱۳۹۹ در سن ۸۷ سالگی درگذشت. به گفته فرزندش، بستن دست‌بند قپانی در سال‌های زندان موجب خمیدگی کمر و ستون فقرات او شده بود. خمیدگی ستون فقرات موجب فشار به نخاع شده بود و نهایتاً مجبور به عمل سنگین ستون فقرات شد؛ اما جسم رنجور او دوام نیاورد و در دوران نقاهت پس از عمل درگذشت.

## کتاب‌ها
- دانشگاه و جای امپریالیسم
- دیروز و امروز
- مجموعه اشعار پیامبر آگاهی
- قصه بود و نبود
- شورا در اسلام[۵۳]